# Hetty Helsmoortel
 (mai 2024).
La mise en forme du texte ne suit pas les recommandations de Wikipédia : il faut le « wikifier ».
Les points d'amélioration suivants sont les cas les plus fréquents. Le détail des points à revoir est peut-être précisé sur la page de discussion.
- Les titres sont pré-formatés par le logiciel. Ils ne sont ni en capitales, ni en gras.
- Le texte ne doit pas être écrit en capitales (les noms de famille non plus), ni en gras, ni en italique, ni en « petit »…
- Le gras n'est utilisé que pour surligner le titre de l'article dans l'introduction, une seule fois.
- L'italique est rarement utilisé : mots en langue étrangère, titres d'œuvres, noms de bateaux, etc.
- Les citations ne sont pas en italique mais en corps de texte normal. Elles sont entourées par des guillemets français : « et ».
- Les listes à puces sont à éviter, des paragraphes rédigés étant largement préférés. Les tableaux sont à réserver à la présentation de données structurées (résultats, etc.).
- Les appels de note de bas de page (petits chiffres en exposant, introduits par l'outil «  Source ») sont à placer entre la fin de phrase et le point final[comme ça].
- Les liens internes (vers d'autres articles de Wikipédia) sont à choisir avec parcimonie. Créez des liens vers des articles approfondissant le sujet. Les termes génériques sans rapport avec le sujet sont à éviter, ainsi que les répétitions de liens vers un même terme.
- Les liens externes sont à placer uniquement dans une section « Liens externes », à la fin de l'article. Ces liens sont à choisir avec parcimonie suivant les règles définies. Si un lien sert de source à l'article, son insertion dans le texte est à faire par les notes de bas de page.
- La présentation des références doit suivre les conventions bibliographiques. Il est recommandé d'utiliser les modèles {{Ouvrage}}, {{Chapitre}}, {{Article}}, {{Lien web}} et/ou {{Bibliographie}}. Le mode d'édition visuel peut mettre en forme automatiquement les références.
- Insérer une infobox (cadre d'informations à droite) n'est pas obligatoire pour parachever la mise en page.

Pour une aide détaillée, merci de consulter Aide:Wikification.
Si vous pensez que ces points ont été résolus, vous pouvez retirer ce bandeau et améliorer la mise en forme d'un autre article.
 (mai 2024).
Hetty Hilde Helsmoortel (Ostende,5 juin 1986) et une scientifique et autrice belge et organisatrice du festival de science Nerdland Festival (d'origine: Sound of Science-festival).

## Cycle de vie
Elle est docteur en sciences de la santé de formation et a été chercheuse en cancérologie à l'Université de Gand pendant huit ans,. Elle a également étudié l'art dramatique au RITCS à Bruxelles.
Hetty Helsmoortel est biologiste moléculaire et observatrice scientifique. Elle peut être entendue en tant que membre permanent du panel dans le podcast Nerdland_Maandoverzicht (nl), y compris trois autre scientifiques . [3] 3 Elle fournit régulièrement des informations dans les médias sur les nouvelles scientifiques (comme pour VRT NWS). [4] 4 Elle est également chroniqueuse permanente pour EOS Science (nl)[5] 5. En 2015 et 2016, elle a été chercheuse interne dans l’émission de télévision De Afspraak Hetty a écrit le livre De Geknipte Genen en 2020 - Comment CRISPR va réécrire notre avenir et pourquoi tout le monde devrait le savoir. Elle voyage également en Flandre avec une présentation interactive du livre. Elle est également mère d’une fille et d’un fils.
En 2024 elle a participer avec Lieve Scheire (nl) au jeu télévisé Code van Coppens (nl) sur VTM.

## Festivals
Depuis 2018, Hetty organise le festival scientifique annuel Sound of Science en collaboration avec Toon Verlinden.
En 2022, après le covid, cela a été suivi par le premier Nerdland Festival le premier festival scientifique dans le domaine de Puyenbroeck (nl), dont elle est l'organisatrice avec Lieven Scheire. En mai 2023, plus de 20 000 visiteurs ont assisté au deuxième festival Nerdland, qui a duré trois jours. En 2022 et 2023, elle a co-organisé Nerdland Voor Kleine Nerds, un festival familial pour les enfants à partir de 8 ans, dans la Lotto Arena.
Biographie
- Les gènes coupés (janvier 2020)
- Le premier livre d'activités Nerdland pour les petits nerds (juin 2020) [7]
- Cahier d'activités pour les petits nerds 2 (novembre 2020) [8]
- Cahier d'activités pour les petits nerds 3 ( en tant que co-auteur, juin 2021)
- Cahier d'activités pour les petits nerds 4 ( co-auteur, mai 2022)
- Dinos (livre pour enfants en collaboration avec Lieven Scheire, novembre 2022)
- Contributions au Nerdland Scheurkalender 2022, 2023 et 2024
- Space Travel (pour les enfants, co-auteur, novembre 2022) [9]
- Chimie (juin 2023) [10]

## Podcast
- - Nerdland Maandoverzicht (nl), un aperçu mensuel de l'actualité scientifique et technologique en Néerlandais dirigé par Lieven Scheire (nl)

## Spectacles en salle
- Missions 2021
- Mission 2022
- Nerdland pour les petits nerds avec Lieven Scheire (2022, 2023)
- Mission 2023